# La segretaria dei Beatles
La segretaria dei Beatles (Good Ol' Freda) è un documentario del 2013 diretto da Ryan White.

## Trama
Freda Kelly racconta in questo documentario la sua carriera di segretaria permanente per i Beatles.